# Ворнічень (комуна)
Ворнічень, Ворнічені (рум. Vorniceni) — комуна у повіті Ботошані в Румунії. До складу комуни входять такі села (дані про населення за 2002 рік):
- Ворнічень (4087 осіб)
- Давідоая (161 особа)
- Дялу-Кручій (269 осіб)

Комуна розташована на відстані 395 км на північ від Бухареста, 25 км на північ від Ботошань, 114 км на північний захід від Ясс.

## Населення
За даними перепису населення 2002 року у комуні проживали 4517 осіб, усі — румуни. Усі жителі комуни рідною мовою назвали румунську.
Склад населення комуни за віросповіданням:
| Релігія     | Кількість осіб | Відсоток |
| ----------- | -------------- | -------- |
| православні | 4514           | 99,9%    |
| адвентисти  | 3              | 0,1%     |